# Frédéric de Sirk
Frédéric de Sirk (mort le 20 juillet 1322 (en néerl. Frederik van Sierck) est un évêque d'Utrecht de 1317 à 1322.

## Biographie
Frédéric de Sirk était le protégé du comte Guillaume III de Hollande, qui réussit à le faire nommer évêque d'Utrecht. Cela a permis au comte d'étendre son influence dans la principauté d'Utrecht. Cela a conduit à des frictions avec la noblesse de la principauté et avec le prévôt du Dom, Floris van Jutphaas, qui voulait mettre fin à l'influence hollandaise. Néanmoins, Floris a remporté un procès sur la délimitation de la juridiction entre l'évêché et la prévôté de la cathédrale.
Pendant l'épiscopat de Frédéric de Sirk, la construction de la tour du Dom a commencé. La théorie selon laquelle l'évêque avait besoin d'une tour défensive solide dans laquelle il pourrait se retirer en cas de besoin est sujet à débat car elle ne fait pas l'unanimité dans le monde universitaire.

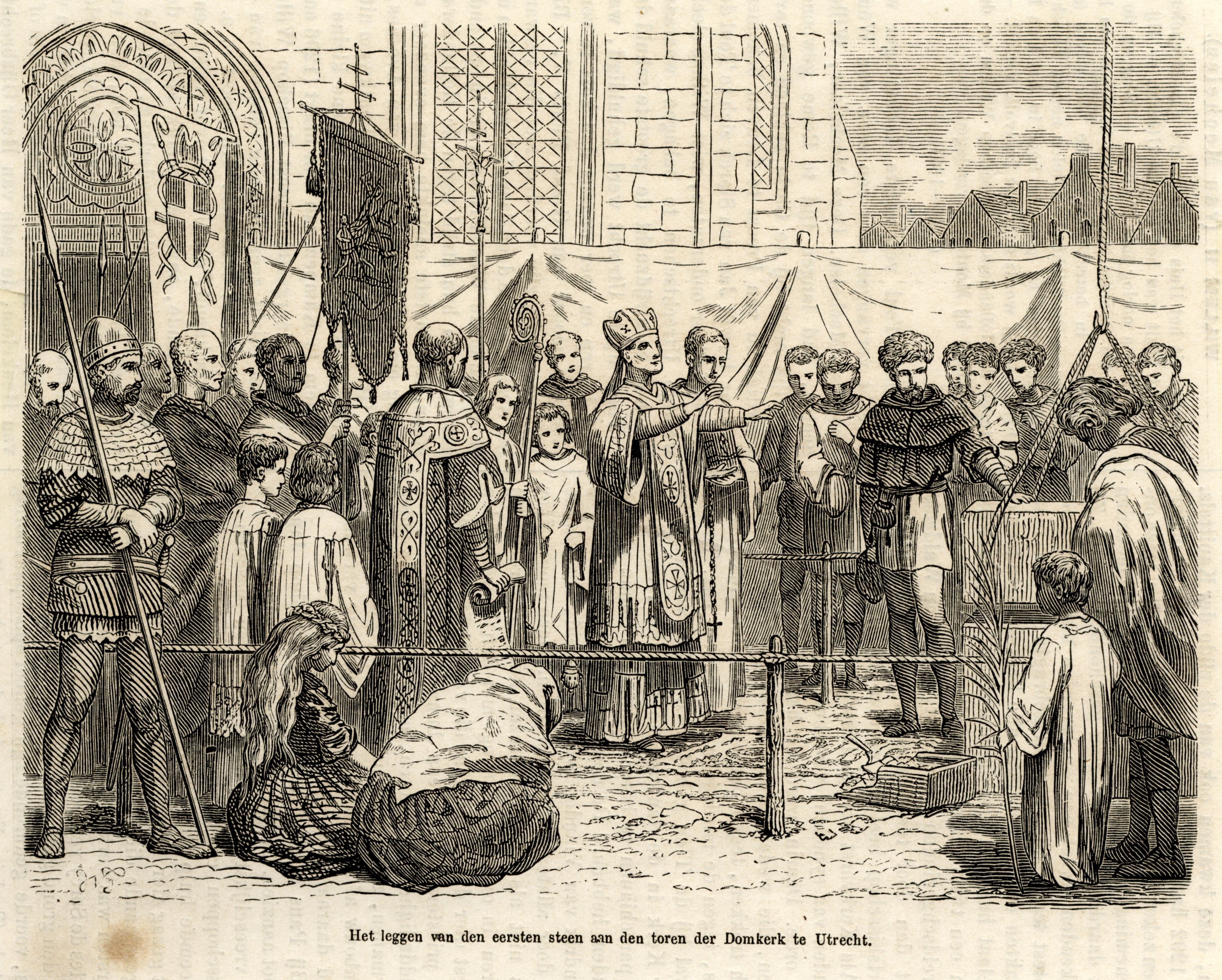
Représentation de la pose de la première pierre de la tour du Dom (22 mars 1321) par l'évêque Frédéric de Sierck et le chanoine Gijsbrecht van Everdingen.

Frédéric de Sirk a été enterré dans la chapelle qui porte son nom au sein de l'église du Dom, la Cathédrale Saint-Martin d'Utrecht .

## Sources
- (nl) Cet article est partiellement ou en totalité issu de l’article de Wikipédia en néerlandais intitulé « Frederik van Sierck » (voir la liste des auteurs).